# Хильбе, Альфред
Альфред Хильбе (нем. Alfred Hilbe; 22 июля 1928, Гмунден, Австрия — 31 октября 2011, Фельдкирх, Форарльберг, Австрия) — лихтенштейнский государственный деятель, премьер-министр Лихтенштейна (1970—1974).

## Биография
В 1950 году окончил Национальный институт политических наук в Париже, получив высшее образование в области экономики, в 1951 году в университете Инсбрука получил докторскую степень.
- В 1951—1954 годах — работал в бизнесе,
- В 1954—1965 годах — секретарь миссии, а затем — советник посольства Лихтенштейна в Швейцарии,
- В 1965—1970 годах — заместитель премьер-министра,
- В 1970—1974 годах — премьер-министр и министр иностранных дел Лихтенштейна. На этом посту подписал соглашение с ЕЭС (1971) и провёл масштабную реформу системы среднего образования.